# NGC 116
NGC 116 ist eine linsenförmige Galaxie vom Hubble-Typ SB0 im Sternbild Walfisch südlich der Ekliptik. Sie ist schätzungsweise 341 Millionen Lichtjahre von der Milchstraße entfernt und hat einen Durchmesser von etwa 60.000 Lj.

Im selben Himmelsareal befindet sich u. a. die Galaxie NGC 107.

## Entdeckung
Die Galaxie NGC 116 wurde im Jahr 1865 von dem italienischen Astronomen Gaspare Stanislao Ferrari entdeckt.
Jedoch gibt es bei dieser Identifizierung Zweifel, ob es sich tatsächlich um das Objekt handelt, da sich bei der von Ferrari angegebenen Position nichts befindet, sodass das Objekt in anderen Katalogen als verloren oder nicht vorhanden gilt. Da die Galaxie PGC 1671 die hellste Galaxie "nahe" der Position ist und fast genau nördlich davon liegt, könnte es sich um einen Positionsfehler handeln. Ohne einer Beschreibung, abgesehen von "sehr schwach" und dem großen Fehler in seiner Position, ist jedoch sehr unklar, ob die Identifizierung als NGC 116 überhaupt vernünftig ist, geschweige denn wahrscheinlich.